# Radiophotographie
 (janvier 2015).
Si vous disposez d'ouvrages ou d'articles de référence ou si vous connaissez des sites web de qualité traitant du thème abordé ici, merci de compléter l'article en donnant les références utiles à sa vérifiabilité et en les liant à la section « Notes et références ».
La radiophotographie désigne le procédé qui consiste à prendre en photo une radioscopie ; le terme désigne aussi le cliché obtenu.
La réfraction étant difficile pour les rayons X, il n'est pas possible de créer de lentille convergente  pour ces rayons et donc d'obtenir d'image. Les radiographies sont des "ombres chinoises" et non des images (au sens optique) c'est pourquoi elles doivent avoir une taille un peu plus grande que l'objet que l'on radiographie ce qui est plus onéreux qu'une image de la taille d'une photographie classique.
La radiophotographie permet de contourner cet inconvénient et donc de diminuer le coût d'un cliché, l'inconvénient est de soumettre le sujet à une dose de rayonnement plus importante qu'une radiographie.